# Andriy Pyatov
Andriy Valeriyovych Pyatov (em ucraniano:  Андрій Валерійович П'ятов), mais conhecido como Andriy Pyatov, ou simplesmente Pyatov (Kirovohrad, 28 de junho de 1984) - é um ex-futebolista que atuava como goleiro. 
Nos tempos da União Soviética o seu nome era russificado para Andrey Valeryevich Pyatov (Андрей Валериевич Пятов).

## Carreira
Principal goleiro da história do Shakhtar Donetsk, Pyatov esteve em todas as conquistas importantes do clube, incluindo um hexacampeonato nacional, a Copa da UEFA e diversas participações na Champions League.
Pyatov fez parte do elenco da Seleção Ucraniana de Futebol da Eurocopa de 2016.

## Títulos
Shakhtar Donetsk
- Campeonato Ucraniano: 2007–08, 2009–10, 2010–11, 2011–12, 2012–13, 2013–14, 2016–17, 2017–18, 2018–19, 2019–20
- Copa da Ucrânia: 2007–08, 2010–11, 2011–12, 2012–13, 2015–16, 2016–17, 2017–18, 2018–19
- Supercopa da Ucrânia: 2008, 2010, 2012, 2013, 2014, 2015, 2017, 2021
- Copa da UEFA: 2008–09